# Clypeola
- Commons
- Wikispecies

Clypeola L. é um género botânico pertencente à família Brassicaceae.

## Sinonímia
- Pseudoanastatica (Boiss.) Grossh.

## Espécies
| - Clypeola alliacea - Clypeola altaica - Clypeola alyssoides - Clypeola ambigua | - Clypeola aspera - Clypeola auriculata - Clypeola bruhnsii - Clypeola calycina |

- Lista completa

## Classificação do gênero
| Sistema | Classificação                         | Referência               |
| ------- | ------------------------------------- | ------------------------ |
| Linné   | Classe Tetradynamia, ordem Siliculosa | Species plantarum (1753) |